# 13316 Льяно
13316 Льяно (13316 Llano) — астероїд головного поясу, відкритий 14 вересня 1998 року.
Тіссеранів параметр щодо Юпітера — 3,625.